# Modoc Plateau

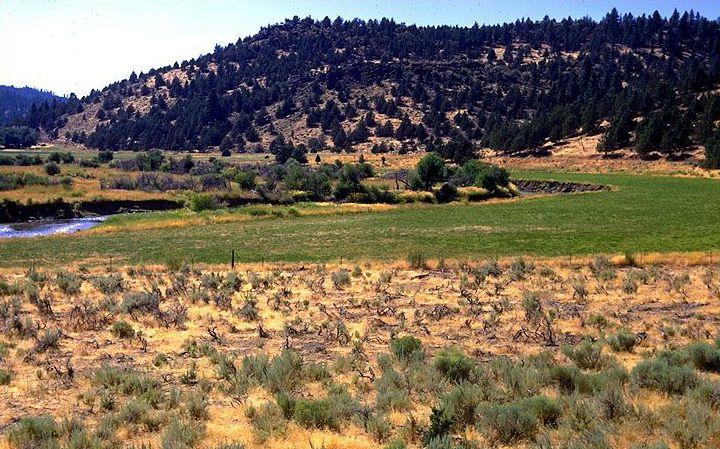
De vallei van de Pit River op het Modoc Plateau.

Het Modoc Plateau is een geografisch plateau of een hoogvlakte in het westen van de Verenigde Staten. Het plateau bevindt zich in het uiterste noordoosten van Californië en aangrenzende delen van Oregon en Nevada. Het plateau wordt in het westen en zuidwesten begrensd door de Cascades, in het noordwesten door de Klamath Mountains, in het noorden door het Harney Basin en in het zuidoosten door het Grote Bekken, waar het soms toe gerekend wordt.
Het gebied ligt verspreid over Modoc County en Lassen County in Californië, Washoe County in Nevada en Klamath County en Lake County in Oregon.

## Bevolking en geschiedenis
Het dunbevolkte plateau is genoemd naar de Modoc-Indianen, de oorspronkelijke bewoners van het gebied. In de tweede helft van de 19e eeuw kwam de stroom Amerikaanse kolonisten naar en vooral door het gebied op gang, met name nadat de kolonisten de Applegate Trail in gebruik namen om naar het westen van Oregon te komen. Het contact tussen de kolonisten en de Modoc was meestal vijandig. 
In 1864 wist de Amerikaanse regering de Modoc te overtuigen naar een indianenreservaat te verhuizen. De Indianen ervoeren het reservaat echter als te klein en keerden terug naar hun oorspronkelijke woonplek, wat de Modoc-oorlog van 1872-1873 veroorzaakte. Tegenwoordig woont er nog steeds een groep Modoc in Oregon.

## Natuur
Het plateau is gemiddeld rond de 1400 meter hoog. In het midden ligt het meer Goose Lake, op de grens van Californië en Oregon. Ten oosten daarvan liggen de Warner Mountains en daarachter Surprise Valley; beide zijn onderdeel van het plateau. Het noorden van het plateau wordt gedraineerd door de Lost River, het zuiden door de Pit River.
Het grootste gedeelte van het plateau is een hoogvlakte van vulkanische oorsprong, waar de ondergrond bestaat uit lavastromen en sintelkegels. Een deel van het gebied wordt beschermd als Lava Beds National Monument, waar enkele lavatunnels te bezichtigen zijn.
Het gebied bestaat grotendeels uit wildernis. Er zijn een aantal wildreservaten, waaronder het Clear Lake National Wildlife Refuge. Op het plateau leven onder andere muildierherten (Odocoileus hemionus), waaierhoenderen (Centrocercus urophasianus), gaffelbokken (Antilocapra americana), wapiti's (Cervus canadensis) en poema's (Puma concolor). De jaarlijkse trek van watervogels gaat ook door het gebied.